# Kaplica Betlejemska w Pradze
Kaplica Betlejemska (czes. Betlémská kaple v Praze) – budowla w Pradze szczególnie ważna w historii Czech. Miejsce wygłaszania słynnych kazań Jana Husa i Thomasa Müntzera.
Kaplica powstała w 1391 na polecenie Jana z Mühlheimu; kazania mogły być tu wygłaszane wyłącznie po czesku (a nie po łacinie i niemiecku). Zbudowano ją w stylu gotyckim. We wnętrzu dominowała ambona a nie ołtarz, co podkreślało funkcję świątyni. W kaplicy mogło się zmieścić 3.000 osób.
Od 1402 wygłaszał tu kazania Jan Hus, przyciągając tłumy słuchaczy. Po wyklęciu Husa, zgodnie z rozkazem papieża budynek kaplicy miał zostać zrównany z ziemią. Uzbrojeni w kilofy niemieccy mieszkanie nie zdołali go jednak wyburzyć z powodu oporu czeskich zwolenników Husa. Po jego śmierci w 1415, przemawiali z ambony kolejni kaznodzieje husyccy. W 1521 w kaplicy wygłosił kazania słynny niemiecki działacz reformacji Thomas Müntzer.
W latach 1536–39 wnętrze kaplicy podzielono rzędami kolumn na 6 naw i nakryto sklepieniem siatkowo-żebrowym.
Po bitwie na Białej Górze (1620) kaplicę odkupili jezuici, którzy starali się zatrzeć jej pierwotną funkcję. W 1786 na polecenie władz austriackich zrujnowaną kaplicę zburzono, z wyjątkiem 3 murów zewnętrznych, a w XIX wieku wbudowano w te mury czynszową kamienicę.
W latach 1948–53 z inicjatywy Zdenka Nejedlego kamienicę wyburzono, a z ocalonych fragmentów kaplicy i na podstawie starych rysunków i planów budynek zrekonstruowano według projektu architekta J. Fragnera. W 1962 obiekt wpisano na listę narodowych zabytków kultury Republiki Czeskiej. Aktualnie właścicielem jest miejscowy uniwersytet techniczny.